# Krotita
La krotita és un mineral de la classe dels òxids. Rep el nom en honor d'Alexander N. Krot (1959-), cosmoquímic a la Universitat de Hawaii, en reconeixement de les seves contribucions significatives a la comprensió dels primers processos del sistema solar.

## Característiques
La krotita és un òxid de fórmula química CaAl₂O₄. Va ser aprovada com a espècie vàlida per l'Associació Mineralògica Internacional l'any 2010. Cristal·litza en el sistema monoclínic. És un mineral dimorf de la dmitryivanovita.

## Formació i jaciments
Va ser descoberta al meteorit NWA 1934, una condrita carbonatada del tipus CV3 que es va recollir l'any 1934 entre les localitats de Rissani i Erfoud, dins la província d'Errachidia (Regió de Drâa-Tafilalet, Marroc). També ha estat descrita al complex magmàtic de Rakefet, situat al mont Carmel, al districte d'Haifa (Israel). Aquests dos indrets són els únics de tot el planeta on ha estat descrita aquesta espècie mineral.